# Strijkkwartet nr. 19 (Holmboe)
De Deense componist Vagn Holmboe voltooide zijn Strijkkwartet nr. 19 in 1982. Het is een van de meer dan twintig strijkkwartetten die Holmboe zou schrijven. Het is een van de weinige met een subtitel: Serata.
De strijkkwartetten 17, 18, 19 en 20 vormen in die subtitels één geheel (17: ochtend, 18: overdag; 19: avond; 20: nacht). Ze werden ook nog vlak achter elkaar geschreven (opusnummers respectievelijk 152, 155, 156 en 160). Een andere gelijkenis zit in het aantal delen, zes per strijkkwartet en alle delen zijn relatief kort.
Het eerste deel (Allegro fuoco) begint met akkoorden op basis van kleine secundes; gevolgd door passages met maatwisselingen (5/4, 4/4 en 3/4); het komt bij het eind in rustige vaarwater om terug te keren naar de akkoorden uit het begin. Deel twee (Intermezzo giocoso: Allegro), een speels intermezzo laat belangrijke rollen zien voor eerste viool, tweede viool, altviool en cello en dan vervolgens in omgekeerde volgorde. Deel drie (Allegretto liberamento) lijkt een siciliano in driekwartsmaat, maar zit vol met maatwisselingen. Deel vier (Adagio) is het serieuze deel overgaand in deel vijf, het tweede intermezzo (Intermezzo sereno: Poco lento), een postludium op het Adagio en voorspel tot deel zes (Allegro vivace), dat middels de kleine secunden teruggrijpt op deel een. 
Het werk werd op 19 april 1988 voor het eerst uitgevoerd door het Kopenhagen Kwartet, de componist had het toen al gereviseerd. Holmboe reviseerde zelden na een première; een compositie staat na een eerste uitvoering vast, was zijn mening. 
Strijkkwartet nr. 1 · Strijkkwartet nr. 2 · Strijkkwartet nr. 3 · Strijkkwartet nr. 4 · Strijkkwartet nr. 5 · Strijkkwartet nr. 6 · Strijkkwartet nr. 7 · Strijkkwartet nr. 8 · Strijkkwartet nr. 9 · Strijkkwartet nr. 10 · Strijkkwartet nr. 11 · Strijkkwartet nr. 12 · Strijkkwartet nr. 13 · Strijkkwartet nr. 14 · Strijkkwartet nr. 15 · Strijkkwartet nr. 16 · Strijkkwartet nr. 17 · Strijkkwartet nr. 18 · Strijkkwartet nr. 19 · Strijkkwartet nr. 20
Ongenummerd: Sværm · Quartetto sereno